# Pseudomallada kibonotoensis
Pseudomallada kibonotoensis is een insect uit de familie van de gaasvliegen (Chrysopidae), die tot de orde netvleugeligen (Neuroptera) behoort. 
Pseudomallada kibonotoensis is voor het eerst wetenschappelijk beschreven door Van der Weele in 1910.